# Oscar Gómez Sánchez
Oscar Gómez Sánchez (Lima, 10 febbraio 1934 – Lima, 4 marzo 2008) è stato un calciatore peruviano, di ruolo attaccante.

## Biografia
Era fratello di Carlos Gómez Sánchez, anch'egli calciatore.

## Carriera

### Club
Cresciuto nell'Alianza Lima, ha militato nella prima squadra dei Blanquiazules per otto stagioni, vincendo per tre volte il campionato peruviano. Nel 1959 si è trasferito al River Plate, club argentino. Fra il 1961 e il 1963 ha militato nel Gimnasia La Plata. Nel 1964 ha fatto ritorno in Perù, militando nello Sporting Cristal. Ha terminatp la propria carriera nel 1965, dopo aver militato nel Defensor Lima.

### Nazionale
Ha debuttato in Nazionale il 28 febbraio 1953, in Perù-Ecuador (1-0), gara in cui ha messo a segno la rete dell'1-0 al minuto 78. Ha partecipato, con la Nazionale, alla Copa América 1953, 1955, 1956 e 1959. Con 6 reti messe a segno in 5 incontri è stato il secondo miglior marcatore della Copa América 1955, a pari merito con il cileno Enrique Hormazábal. È sceso in campo, inoltre, nella Copa del Pacifico 1954, nel Campionato Panamericano 1956 e nelle qualificazioni ai Mondiali 1958. Ha collezionato in totale, con la maglia della Nazionale peruviana, 25 presenze e 13 reti.

## Statistiche

### Cronologia presenze e reti in Nazionale
| Cronologia completa delle presenze e delle reti in nazionale ― Perù | Cronologia completa delle presenze e delle reti in nazionale ― Perù | Cronologia completa delle presenze e delle reti in nazionale ― Perù | Cronologia completa delle presenze e delle reti in nazionale ― Perù | Cronologia completa delle presenze e delle reti in nazionale ― Perù | Cronologia completa delle presenze e delle reti in nazionale ― Perù | Cronologia completa delle presenze e delle reti in nazionale ― Perù | Cronologia completa delle presenze e delle reti in nazionale ― Perù |
| Data                                                                | Città                                                               | In casa                                                             | Risultato                                                           | Ospiti                                                              | Competizione                                                        | Reti                                                                | Note                                                                |
| ------------------------------------------------------------------- | ------------------------------------------------------------------- | ------------------------------------------------------------------- | ------------------------------------------------------------------- | ------------------------------------------------------------------- | ------------------------------------------------------------------- | ------------------------------------------------------------------- | ------------------------------------------------------------------- |
| 28-2-1953                                                           | Lima                                                                | Perù                                                                | 1 – 0                                                               | Ecuador                                                             | Coppa America 1953                                                  | 1                                                                   |                                                                     |
| 4-3-1953                                                            | Lima                                                                | Cile                                                                | 0 – 0                                                               | Perù                                                                | Coppa America 1953                                                  | -                                                                   |                                                                     |
| 8-3-1953                                                            | Lima                                                                | Perù                                                                | 2 – 2                                                               | Paraguay                                                            | Coppa America 1953                                                  | 1                                                                   | 65’                                                                 |
| 17-9-1954                                                           | Santiago del Cile                                                   | Cile                                                                | 2 – 1                                                               | Perù                                                                | Copa del Pacífico 1954                                              | -                                                                   |                                                                     |
| 19-9-1954                                                           | Santiago del Cile                                                   | Perù                                                                | 4 – 2                                                               | Cile                                                                | Copa del Pacífico 1954                                              | 2                                                                   |                                                                     |
| 6-3-1955                                                            | Ñuñoa                                                               | Cile                                                                | 5 – 4                                                               | Perù                                                                | Coppa America 1955                                                  | 1                                                                   |                                                                     |
| 13-3-1955                                                           | Ñuñoa                                                               | Perù                                                                | 4 – 2                                                               | Ecuador                                                             | Coppa America 1955                                                  | 2                                                                   |                                                                     |
| 18-3-1955                                                           | Ñuñoa                                                               | Argentina                                                           | 2 – 2                                                               | Perù                                                                | Coppa America 1955                                                  | 2                                                                   |                                                                     |
| 23-3-1955                                                           | Ñuñoa                                                               | Perù                                                                | 1 – 1                                                               | Paraguay                                                            | Coppa America 1955                                                  | -                                                                   |                                                                     |
| 30-5-1955                                                           | Ñuñoa                                                               | Perù                                                                | 2 – 1                                                               | Uruguay                                                             | Coppa America 1955                                                  | 1                                                                   |                                                                     |
| 22-1-1956                                                           | Montevideo                                                          | Argentina                                                           | 2 – 1                                                               | Perù                                                                | Coppa America 1956                                                  | -                                                                   |                                                                     |
| 5-2-1956                                                            | Montevideo                                                          | Paraguay                                                            | 1 – 1                                                               | Perù                                                                | Coppa America 1956                                                  | -                                                                   |                                                                     |
| 9-2-1956                                                            | Ñuñoa                                                               | Cile                                                                | 4 – 3                                                               | Perù                                                                | Coppa America 1956                                                  | 1                                                                   |                                                                     |
| 28-2-1956                                                           | Città del Messico                                                   | Argentina                                                           | 0 – 0                                                               | Perù                                                                | Campionato Panamericano 1956                                        | -                                                                   |                                                                     |
| 4-3-1956                                                            | Città del Messico                                                   | Messico                                                             | 0 – 2                                                               | Perù                                                                | Campionato Panamericano 1956                                        | 1                                                                   |                                                                     |
| 6-3-1956                                                            | Città del Messico                                                   | Brasile                                                             | 1 – 0                                                               | Perù                                                                | Campionato Panamericano 1956                                        | -                                                                   | 77’                                                                 |
| 15-3-1956                                                           | Città del Messico                                                   | Perù                                                                | 2 – 2                                                               | Cile                                                                | Campionato Panamericano 1956                                        | -                                                                   | 73’                                                                 |
| 13-4-1957                                                           | Lima                                                                | Perù                                                                | 1 – 1                                                               | Brasile                                                             | Qual. Mondiali 1958                                                 | -                                                                   |                                                                     |
| 21-4-1957                                                           | Rio de Janeiro                                                      | Brasile                                                             | 1 – 0                                                               | Perù                                                                | Qual. Mondiali 1958                                                 | -                                                                   |                                                                     |
| 10-3-1959                                                           | Buenos Aires                                                        | Brasile                                                             | 2 – 2                                                               | Perù                                                                | Coppa America 1959                                                  | -                                                                   |                                                                     |
| 14-3-1959                                                           | Buenos Aires                                                        | Perù                                                                | 5 – 3                                                               | Uruguay                                                             | Coppa America 1959                                                  | -                                                                   |                                                                     |
| 18-3-1959                                                           | Buenos Aires                                                        | Argentina                                                           | 3 – 1                                                               | Perù                                                                | Coppa America 1959                                                  | -                                                                   |                                                                     |
| 21-3-1959                                                           | Buenos Aires                                                        | Cile                                                                | 1 – 1                                                               | Perù                                                                | Coppa America 1959                                                  | -                                                                   |                                                                     |
| 29-3-1959                                                           | Buenos Aires                                                        | Perù                                                                | 0 – 0                                                               | Bolivia                                                             | Coppa America 1959                                                  | -                                                                   |                                                                     |
| 2-4-1959                                                            | Buenos Aires                                                        | Paraguay                                                            | 2 – 1                                                               | Perù                                                                | Coppa America 1959                                                  | 1                                                                   |                                                                     |
| Totale                                                              |                                                                     | Presenze                                                            | 25                                                                  |                                                                     | Reti                                                                | 13                                                                  |                                                                     |

## Palmarès

### Club

#### Competizioni nazionali
- Campionato peruviano: 3

Alianza Lima: 1954, 1955, 1965